# Ligier JS11
Ligier JS11 (и модификация JS11/15) — гоночный автомобиль Формулы-1, разработанный под руководством главного конструктора Жерара Дюкаружа для команды Ligier. Участвовал в Чемпионатах мира Формулы-1 сезонов 1979 и 1980 годов.

## История
Жерару Дюкаружу и специалисту по шасси Мишелю Бижо пришлось начинать работу над моделью с чистого листа, так как фирма Matra отказалась поставлять свои двигатели французской команде, а также из-за изменений в аэродинамике.
Конструкторам команды удалось построить очень жесткое и прочное шасси с использованием только что появившегося тогда принципа «внутренней аэродинамики» или «граунд-эффекта. На него устанавливался хоть и уступавший мотору Matra в мощности, но значительно превосходивший его надежностью двигатель Ford Cosworth DFV..
Дебют этой машины был на редкость удачным. В первых двух Гран-при 1979 года пилоты команды завоевали два поула, две победы, два рекорда круга и одно второе место.
Однако вскоре у Ligier JS11 появились сильные соперники — новый Williams FW07, сверхмощный Renault RS10 и быстрый и надежный Ferrari 312T4. Так что в середине года результаты JS11 заметно снизились. Срочно была пересмотрена аэродинамика и подвеска машины. Тем не менее, желаемого улучшения не последовало. Более того, Патрик Депайе получил серьезную травму во время полета на дельтаплане, а заменивший француза Жаки Икс смог набрать лишь несколько зачетных баллов. Очков, заработанных на старте сезона, хватило лишь на третье место в Кубке конструкторов. 4-е, 6-е и 15-е места в личном зачете.
Модификация JS11/15, участвовавшая в сезоне 1980 года, внешне отличалась только отсутствием переднего антикрыла. Изменения также коснулись задней части кузова и задней подвески. Существовали «быстрый» и «медленный» варианты кузова для различных типов трасс. В целом новая машина была гораздо надёжнее предшественницы и сохранила репутацию чрезвычайно скоростного и хорошо управляемого автомобиля. Однако различные эксперименты с конструкцией и острая борьба партнёров по команде между собой не позволили команде добиться побед ни в зачёте пилотов, ни в Кубке конструкторов.
Шасси JS11 стало самым успешным в истории команды Ligier. Оно также использовалось компанией Michelin для тестов гоночной резины. Всего за два сезона пилотами Ligier в 29 гонках на нём было одержано 5 побед, завоёвано 7 поулов и показано 6 быстрейших кругов.

## Результаты в гонках
| Год  | Шасси          | Двигатель            | Шины | Пилоты | 1    | 2    | 3    | 4    | 5    | 6    | 7    | 8    | 9    | 10   | 11   | 12  | 13   | 14   | 15   | Место | Очки |
| ---- | -------------- | -------------------- | ---- | ------ | ---- | ---- | ---- | ---- | ---- | ---- | ---- | ---- | ---- | ---- | ---- | --- | ---- | ---- | ---- | ----- | ---- |
| 1979 | Ligier JS11    | Ford Cosworth DFV V8 | G    |        | АРГ  | БРА  | ЮАР  | СШЗ  | ИСП  | БЕЛ  | МОН  | ФРА  | ВЕЛ  | ГЕР  | АВТ  | НИД | ИТА  | КАН  | США  | 3     | 61   |
| 1979 | Ligier JS11    | Ford Cosworth DFV V8 | G    | Депайе | 4    | 2    | Сход | 5    | 1    | Сход | 5    |      |      |      |      |     |      |      |      | 3     | 61   |
| 1979 | Ligier JS11    | Ford Cosworth DFV V8 | G    | Икс    |      |      |      |      |      |      |      | Сход | 6    | Сход | Сход | 5   | Сход | Сход | Сход | 3     | 61   |
| 1979 | Ligier JS11    | Ford Cosworth DFV V8 | G    | Лаффит | 1    | 1    | Сход | Сход | Сход | 2    | Сход | 8    | Сход | 3    | 3    | 3   | Сход | Сход | Сход | 3     | 61   |
| 1980 | Ligier JS11/15 | Ford Cosworth DFV V8 | G    |        | АРГ  | БРА  | ЮАР  | СШЗ  | БЕЛ  | МОН  | ФРА  | ВЕЛ  | ГЕР  | АВТ  | НИД  | ИТА | КАН  | США  |      | 2     | 66   |
| 1980 | Ligier JS11/15 | Ford Cosworth DFV V8 | G    | Пирони | Сход | 4    | 3    | 6    | 1    | Сход | 2    | Сход | Сход | Сход | Сход | 6   | 3    | 3    |      | 2     | 66   |
| 1980 | Ligier JS11/15 | Ford Cosworth DFV V8 | G    | Лаффит | Сход | Сход | 2    | Сход | 11   | 2    | 3    | Сход | 1    | 4    | 3    | 9   | 8    | 5    |      | 2     | 66   |

| Легенда к таблице |                                                                    |
| --- | ------------------------------------------------------------------ |
| В таблице перечислены результаты всех Гран-при Формулы-1, в которых использовался автомобиль. Строками таблицы являются сезоны, столбцами — этапы чемпионата мира. В каждой клетке указаны сокращённое название этапа и результат, дополнительно обозначенный цветом. Расшифровка обозначений и цветов представлена в нижеследующей таблице. |                                                                    |
| \| Пример \| Описание \| \| ------------ \| ------------------------------------------------------------------ \| \| 1 \| Победитель \| \| 2 \| Второе место \| \| 3 \| Третье место \| \| 5 \| Финишировал, заработав очки \| \| Сход \| Не финишировал, но при этом заработал очки \| \| 12 \| Финишировал, не получив очков \| \| НКЛ \| Финишировал, но не попал в финальную классификацию \| \| 15 \| Участвовал вне зачёта, либо по отдельной классификации \| \| 18 \| Не финишировал, но попал в финальную классификацию \| \| Сход \| Не финишировал \| \| НКВ \| Не прошёл квалификацию \| \| НПКВ \| Не прошёл предквалификацию \| \| ДСК \| Дисквалифицирован \| \| ИСК \| Исключён из протокола соревнований \| \| ТТ \| Заявлен для участия только в тренировках \| \| НС \| Участвовал в квалификации, но не стартовал в гонке \| \| Т \| Травмирован или болен \| \| ОТК \| Отказ от участия \| \| НТР \| Прибыл на соревнования, но на трассу не выезжал \| \| НПР \| Был заявлен в числе участников, но не прибыл к началу соревнований \| \| О \| Соревнования отменены \| \| \| Не участвовал \| \| Поул-позиция \| \| \| Быстрый круг \| \| |                                                                    |
| Пример | Описание                                                           |
| 1 | Победитель                                                         |
| 2 | Второе место                                                       |
| 3 | Третье место                                                       |
| 5 | Финишировал, заработав очки                                        |
| Сход | Не финишировал, но при этом заработал очки                         |
| 12 | Финишировал, не получив очков                                      |
| НКЛ | Финишировал, но не попал в финальную классификацию                 |
| 15 | Участвовал вне зачёта, либо по отдельной классификации             |
| 18 | Не финишировал, но попал в финальную классификацию                 |
| Сход | Не финишировал                                                     |
| НКВ | Не прошёл квалификацию                                             |
| НПКВ | Не прошёл предквалификацию                                         |
| ДСК | Дисквалифицирован                                                  |
| ИСК | Исключён из протокола соревнований                                 |
| ТТ | Заявлен для участия только в тренировках                           |
| НС | Участвовал в квалификации, но не стартовал в гонке                 |
| Т | Травмирован или болен                                              |
| ОТК | Отказ от участия                                                   |
| НТР | Прибыл на соревнования, но на трассу не выезжал                    |
| НПР | Был заявлен в числе участников, но не прибыл к началу соревнований |
| О | Соревнования отменены                                              |
| | Не участвовал                                                      |
| Поул-позиция |                                                                    |
| Быстрый круг |                                                                    |